# 伊王島
伊王島（いおうじま）は長崎県長崎市にある島。周囲7.1km、面積1.24㎢
地元では隣接する沖之島（沖ノ島）と合わせて伊王島と称している。長崎港大波止から南西の沖合約10kmに位置する。本土との最短距離は1968年（昭和43年）に海面埋立事業で本土と地続きになった香焼島辰ノ口で距離は約600mである（沖之島が香焼島側にある）。
以下、本記事では沖之島を含まない伊王島について記載する（沖之島（沖ノ島）については沖之島参照）。

## 概要
沖之島との間には伊王瀬戸があり距離は約30mである。伊王瀬戸には3本の橋が架かっており、祝橋、1951年（昭和26年）建設・1981年（昭和56年）架け替えの栄橋、1953年（昭和28年）建設・1992年（平成4年）架け替えの賑橋がある。
江戸時代には佐賀藩の支配下（深堀村）にあったが、1871年（明治4年）の廃藩置県で長崎県に属し、1889年（明治22年）の町村制施行で沖之島とともに伊王島村となった。その後、市町村合併により、1962年（昭和37年）5月に町制を施行して伊王島町となり、2005年（平成17年）1月4日に長崎市に編入合併され、編入後、伊王島が伊王島町1丁目、沖之島が伊王島町2丁目となった。
伊王島で炭鉱が発見されたのは1935年（昭和10年）とされ、1939年（昭和14年）に長崎鉱業株式会社が設立された。開坑が始まったのは1941年（昭和16年）で、1944年（昭和19）に初めて石炭の積み出しを行った。その後は炭鉱で栄えたが、1965年（昭和40年）に30人が亡くなる坑内爆発事故が発生し、輸入炭や石油輸入の増加により1972年（昭和47年）3月に閉山した。最終的には1954年（昭和29年）合併の日鉄伊王島鉱業所が経営していた。
平成の時代になり海水浴場やホテルなど観光化が進められるようになった。

## 交通
長崎市内（長崎半島）からは伊王島大橋を渡って沖之島をとおり伊王島に至る。沖之島と伊王島の間は3本の橋で結ばれている。